# Milančić Miljević
Milančić Miljević, bosansko-hercegovski general, * 15. avgust 1909, † 28. september 1983.

## Življenjepis
Med vojno je bil poveljnik več enot, med drugim 8. in 6. krajiške brigade.
Po vojni je bil med drugim poveljnik vojaškega področja, načelnik vojaškega okrožja, pomočnik poveljnika armade,...